# Петар Кешко
Петар Кешко (рус. Петр Иванович Кешко) руски пуковник.

## Биографија
Рођен је 1830, као син Ивана Петровича Кешка. Био је пуковник и руски племић родом из Бесарабије.
Живео је у браку са Пулхеријом Стурдзом, принцезом од Молдавије, пореклом Румунком. С њом је имао сина Ивана и ћерке Катарину, Маријету и Наталију, која је била удата за српског владара Милана Обреновића. Умро је 1865. године.